# Onustus
Onustus — род морских брюхоногих моллюсков из семейства ксенофорид (Xenophoridae), отличающихся своеобразной раковиной.

## Общая характеристика
Раковины от среднего до крупного размера (диаметр основания без прикреплённых объектов 80-160 мм; высота раковины 42—100 мм), тонкостенные, с широким периферическим фланцем, простые или слабопальчатые, вентрально фарфоровые. Умбиликус узкий или широкий, иногда забит мозолью. Посторонние предметы, прикрепленные к периферии на нескольких или всех оборотах, обычно маленькие и незаметные, оставляют большую часть поверхности раковины открытой.

## Виды
По данным World Register of Marine Species, на май 2025 года род включает 4 современных и 2 вымерших вида:
- Onustus borsoni (Sismonda, 1847) †
- Onustus caribaeus (Petit de la Saussaye, 1857)
- Onustus exutus (Reeve, 1842)
- Onustus indicus (Gmelin, 1791)
- Onustus longleyi (Bartsch, 1931)
- Onustus undosus Raven, 2021 †